# 도쿄 12대학 홍보 연락 협의회
도쿄 12대학(일본어: 東京12大学 도쿄주니다이가쿠[*])은 일본 도쿄 소재 12개 사립 대학의 공동 퍼블리시티 조직이다. 12개교가 공동으로 각 대학 학술연구기관의 연구실적, 교풍, 입시 정보 등의 홍보를 목적으로 1964년 결성되었다.

## 가맹 대학
- 아오야마 가쿠인 대학
- 게이오기주쿠 대학
- 고쿠가쿠인 대학
- 조치 대학
- 센슈 대학
- 주오 대학
- 도카이 대학
- 니혼 대학
- 호세이 대학
- 메이지 대학
- 릿쿄 대학
- 와세다 대학

## 활동 내용
- 공동 홍보 사이트 운영 (각 가맹 대학의 소개 및 각종 이벤트, 입시 정보, 자료 제공 창구)
- 공동 진학 상담회 '도쿄 12대학 페어' 개최 (도쿄, 나고야, 오사카, 삿포로, 센다이, 히로시마, 후쿠오카 7개 도시에서 매년 개최)

## 입회 조건
구제대학, 종합성이 있는 대학, 광보 담당자의 열의

## 연혁
도쿄 간다에 위치한 메이지 대학, 호세이 대학, 주오 대학, 니혼 대학, 센슈 대학이 모여 결성한 도쿄 간다 5대학 홍보 회의(東京・神田5大学広報会議)를 전신으로 한다.
도쿄 간다 5대학 홍보 회의와 별개로 1963년, 아오야마 가쿠인 대학, 주오 대학, 니혼 대학, 호세이 대학, 메이지 대학, 릿쿄 대학 6개 대학이 모였으며,  와세다 대학, 게이오기주쿠 대학이 참가하여, 1964년 '도쿄 8대학 홍보 간담회(東京八大学広報懇談会)'가 결성되었다. 1967년에는 조치 대학이 참가하여 9대학이 되었다.
구제대학이 아닌 아오야마 가쿠인 대학도 가맹되어 있다.
가맹 대학이 12개교가 된 후로부터 도쿄 12대학이라는 명칭을 사용하게 되었다.